# Scott Jaeck
Scott Jaeck (* 29. Oktober 1954 in Milwaukee, Wisconsin) ist ein US-amerikanischer Schauspieler. 
Seine Filmkarriere begann Scott Jaeck 1985 in einer Folge der Serie T.J. Hooker. Es folgten zahlreiche weitere Gastauftritte in mehreren Erfolgsserien wie Raumschiff Enterprise: Das nächste Jahrhundert, Beverly Hills, 90210 oder Emergency Room – Die Notaufnahme. In Kinoproduktionen war er hingegen nur selten zu sehen. Dem deutschen Publikum ist er möglicherweise als Sam Wilder, Vater der Figur Paige, in der Serie Charmed – Zauberhafte Hexen am besten bekannt.

## Filmografie (Auswahl)
Spielfilme
- 1985: Früher Frost (An Early Frost; Fernsehfilm)
- 1989: Von Bullen aufs Kreuz gelegt (An Innocent Man)
- 1997: Das mörderische Klassenzimmer (Killing Mr. Griffin; Fernsehfilm)
- 1997: Washington Square
- 2008: The Lucky Ones
- 2018: The Chaperone

Fernsehserien
- 1985: T.J. Hooker (Folge 4x11 Street Bait)
- 1985: Hotel (Folge 2x13 Crossroads)
- 1985: Remington Steele (Folge 4x03 Steele Blushing)
- 1987–1988: California Clan (Santa Barbara, 204 Folgen)
- 1989: Sugarbakers (Designing Women, Folge 4x10 Manhunt)
- 1991–1993: Beverly Hills, 90210 (5 Folgen)
- 1992: Raumschiff Enterprise: Das nächste Jahrhundert (Star Trek: The Next Generation, Folge 5x25 The Inner Light)
- 1994: L.A. Law – Staranwälte, Tricks, Prozesse (L.A. Law, Folge 8x19 Tunnel of Love)
- 1994–2002: Emergency Room – Die Notaufnahme (ER, 12 Folgen)
- 1995–1996: JAG – Im Auftrag der Ehre (JAG, 3 Folgen)
- 1995: Star Trek: Raumschiff Voyager (Star Trek: Voyager, Folge 1x01 Caretaker)
- 1996–1997: Chicago Hope – Endstation Hoffnung (Chicago Hope, 2 Folgen)
- 1998: Seinfeld (Folge 9x22 The Finale)
- 1998: Reich und Schön (The Bold and the Beautiful, Folge 2860)
- 1999: Party of Five (Folge 5x12 Witness for the Persecution)
- 1999–2005: Charmed – Zauberhafte Hexen (Charmed, 3 Folgen)
- 2006: Prison Break (2 Folgen)
- 2010: Boardwalk Empire (Folge Boardwalk Empire)
- 2013: Person of Interest (Folge In Extremis)
- 2017: The Good Fight (Folge Reddick v Boseman)
- 2018: Madam Secretary (Folge Phase Two)